# Raúl de Tomás
Raúl de Tomás (Madrid, 17 oktober 1994) is een Spaans voetballer die doorgaans als aanvaller speelt. Hij tekende in 2022 een contract bij Rayo Vallecano, dat hem overnam van Espanyol.

## Clubcarrière
De Tomás werd op negenjarige leeftijd opgenomen in de jeugdopleiding van Real Madrid, dat hem overnam van CD San Roque. Hij werd in 2012 bij de selectie van het tweede elftal gehaald. De aanvaller maakte op 17 augustus 2012 zijn debuut voor Real Madrid Castilla, tegen Villarreal CF. Villarreal won met 2-1 na twee doelpunten van Fernando Cavenaghi, nadat Jesé Rodríguez de bezoekers op voorsprong bracht. De Tomás maakte op 4 december 2013 zijn eerste doelpunt voor Castilla in de Segunda División, tegen Girona. Gedurende het seizoen 2013/14 maakte De Tomás zeven doelpunten in zevenentwintig competitiewedstrijden voor het tweede elftal van Real Madrid. Hij degradeerde in 2014 met deze ploeg naar de Segunda División B, waarin hij tijdens het seizoen 2014/15 zeven doelpunten maakte in achtentwintig competitiewedstrijden.
De enige speelminuten die De Tomás maakte in het eerste elftal van Real Madrid, waren die tijdens een invalbeurt tijdens een wedstrijd in de Copa del Rey tegen UE Cornellà op 29 oktober 2014. Real verhuurde hem in het seizoen 2015/16 aan Córdoba, in 2016/17 aan Real Valladolid en in zowel 2017/18 als 2018/19 aan Rayo Vallecano. De Tomás tekende in juli 2019 een contract tot medio 2024 bij Benfica, dat €20.000.000,- voor hem betaalde aan Real. Hij keerde een half jaar later terug naar Spanje, waar hij ditmaal tot medio 2026 tekende bij RCD Espanyol, de hekkensluiter in de Primera División op dat moment.
In september 2022 keerde hij terug bij Rayo. Omdat de transferdeadline net werd gemist, kon De Tomás pas vanaf januari 2023 trainen en wedstrijden spelen voor de club. De onderhandelingen liepen hoog op. De president van Rayo, Raúl Martín Presa, beschuldigde een van de zaakwaarnemers van De Tomás ervan een kopstoot te hebben uitgedeeld.

## Interlandcarrière
De Tomás kwam uit voor diverse Spaanse nationale jeugdelftallen en maakte in 2021 zijn debuut voor A-selectie in de WK-kwalificatiewedstrijd tegen Griekenland.

## Erelijst
| Competitie                    | Aantal         | Jaren          |                |                |
| Rayo Vallecano                | Rayo Vallecano | Rayo Vallecano | Rayo Vallecano | Rayo Vallecano |
| ----------------------------- | -------------- | -------------- | -------------- | -------------- |
| Kampioen Segunda División     | 1x             | 2017/18        |                |                |
| Benfica                       |                |                |                |                |
| Supertaça Cândido de Oliveira | 1x             | 2019           |                |                |